# فريدريك إف. كامبل
فريدريك إف. كامبل (بالإنجليزية: Frederick F. Campbell)‏ هو كاهن كاثوليكي أمريكي، ولد في 5 أغسطس 1943 في إلميرا في الولايات المتحدة.